# Kanszki Nemzetközi Videofesztivál
A Kanszki Nemzetközi Videofesztivál (orosz nyelven: Международный канский видеофестиваль) egy nem konvencionális, de hagyományossá vált videofesztivál, melyet 2002 óta évente rendeznek meg Oroszország egy kisebb szibériai városában, Kanszkban (Krasznojarszki határterület).

## Ismertetése
A nemzetköziként hirdetett rendezvénysorozat ötlete egy egyszerű szójátékból született, hiszen orosz elnevezése a világhírű Cannes-i fesztivállal egybeesik (Каннский фестиваль – Канский фестиваль), 2002 óta mégis rendszeresen megtartják.
A Videodome ('videoház') Stúdió által szervezett több-műfajú fesztivál a kortárs kultúra és művészeti irányzatok szibériai népszerűsítésének ügyét is szolgálni kívánja. A projekt célja az eredeti művészeti kezdeményezések támogatása, a vizuális és médiaművészeti nyelv fejlesztése és a világ bármely részéről  jelentkező új alkotók felfedezése, bemutatása. A fesztivál ezzel együtt megtartja friss, fiatalos hangulatát, amit a fődíj elnevezése is tükröz. 
A jelentkezőktől csakis digitális produkciókat fogadnak el (filmet nem), a beküldött alkotások vetítési ideje nem haladhatja meg a 35 percet. A zsüribe alkalmanként külföldi szakembereket is meghívnak, és a zsüri tagja lesz az előző év fődíját elnyert alkotó is. 
A fesztivál díjai
- a fődíj az Arany Pálma Metszőolló
- a második és a harmadik díjazott oklevelet kap
- különdíj, ennek tartalma alkalmanként változó

A jubileumi 20. videofesztivált a pandémia miatt 2021. augusztusról későbbre halasztották és új helyszínen, Krasznojarszkban rendezték meg 2022. január 7–9. között. Az ünnepi alkalomra a korábbinál több videoalkotás érkezett: 22 országból 46 munkát mutattak be. A jubileumi rendezvény programjában játék- és dokumentumfilmek szibériai premierjei, koncertek, kiállítások és kerekasztal-beszélgetések is szerepelnek.